# Campeonato Gaúcho de Futebol de 1976
O Campeonato Gaúcho de Futebol de 1976, foi a 56ª edição da competição no Estado do Rio Grande do Sul. Participaram do campeonato 32 clubes. O início foi em 18 de janeiro e o término em 22 de agosto de 1976. O campeão deste ano foi o Internacional, que conquistou o octa-campeonato (1969 até 1976).

## Participantes
| Equipe                                         | Estádio               | Cidade                | Em 1975 |
| ---------------------------------------------- | --------------------- | --------------------- | ------- |
| Clube Esportivo Aimoré                         | Cristo-Rei            | São Leopoldo          | 24º     |
| Associação Atlética Alegrete                   | Municipal Farroupilha | Alegrete              | 22º     |
| Armour Futebol Clube                           | Miguel Copatti        | Santana do Livramento | –       |
| Clube Esportivo e Recreativo Atlântico         | Baixada Rubra         | Erechim               | 29º     |
| Clube Atlético Carazinho                       | Paulo Coutinho        | Carazinho             | 8º      |
| Grêmio Esportivo Bagé                          | Pedra Moura           | Bagé                  | 10º     |
| Sociedade Esportiva e Recreativa Caxias do Sul | Baixada Rubra         | Caxias do Sul         | 3º      |
| Esporte Clube Cruzeiro                         | Beira-Rio             | Porto Alegre          | –       |
| Clube Esportivo de Bento Gonçalves             | Montanha              | Bento Gonçalves       | 21º     |
| Estrela Futebol Clube                          | Walter Jobim          | Estrela               | –       |
| Grêmio Atlético Farroupilha                    | Nicolau Fico          | Pelotas               | 28º     |
| Esporte Clube Ferro Carril                     | Joal de Lima e Silva  | Uruguaiana            | –       |
| Sport Club Gaúcho                              | Wolmar Salton         | Passo Fundo           | 9º      |
| Grêmio Foot-Ball Porto Alegrense               | Olímpico              | Porto Alegre          | 2º      |
| Guarany Futebol Clube                          | Estrela D'Alva        | Bagé                  | 14º     |
| Grêmio Atlético Guarany                        | Alcides Santarosa     | Garibaldi             | 31º     |
| Sport Club Internacional                       | Beira-Rio             | Porto Alegre          | 1º      |
| Sport Club Internacional*                      | Vicente Goulart       | São Borja             | 16º     |
| Esporte Clube Internacional                    | Presidente Vargas     | Santa Maria           | 5º      |
| Esporte Clube Juventude                        | Alfredo Jaconi        | Caxias do Sul         | –       |
| Grêmio Esportivo Juventude                     | Ernesto Dornelles     | Guaporé               | 32º     |
| Clube Esportivo Lajeadense                     | Florestal             | Lajeado               | 13º     |
| Esporte Clube Pelotas                          | Boca do Lobo          | Pelotas               | 23º     |
| Clube Atlético Pradense                        | Waldemar Grazziotin   | Antônio Prado         | –       |
| Football Club Rio-Grandense                    | Torquato Pontes       | Rio Grande            | 12º     |
| Esporte Clube São José                         | Passo d'Areia         | Porto Alegre          | 15º     |
| Esporte Clube São Luiz                         | 19 de Outubro         | Ijuí                  | 6º      |
| Associação Santa Cruz de Futebol**             | Plátanos              | Santa Cruz do Sul     | 4º      |
| Associação Santa Rosa de Esportes              | Carlos Denardin       | Santa Rosa            | –       |
| Sá Viana Futebol Clube                         | Álamos                | Uruguaiana            | –       |
| Tupi Futebol Clube                             | Eucaliptos            | Crissiumal            | 30º     |
| Ypiranga Futebol Clube                         | Colosso da Lagoa      | Erechim               | 11º     |

* O São Borja disputou a competição com o nome Internacional.
** O Santa Cruz FC e o EC Avenida, ambos de Santa Cruz do Sul, fizeram uma fusão dando origem a Associação Santa Cruz de Futebol (1974-1978).

## Jogo decisivo
| 22 de agosto | Internacional                 | 2 – 0 | Grêmio | Beira-Rio, Porto Alegre                            |
| 15:30        | Lula 59' · Dadá Maravilha 65' |       |        | Renda: Cr$ 1.335.850,00 Árbitro: RS Agomar Martins |

## Fase Final
- Classificação

1º Internacional 11 pontos
2º Grêmio 08 pontos
3º Esportivo 04 pontos
4º Caxias 04 pontos
Campeão:Internacional

## Artilheiro
- Alcino (Grêmio) 17 gols

## Campeão
| Campeonato Gaúcho de 1976          |
| ---------------------------------- |
| INTERNACIONAL Campeão (24º título) |